# За твоју љубав
За твоју љубав је тринаести студијски албум поп-рок групе Црвена јабука.
У музичкој емисији Давора Петка, 26. новембра 2010, премијерно је изведена нова песма „Украст ћу ти снове”, а три дана касније видео-спот је покупио све симпатије и песма постаје радијски хит. Дана 21. фебруара 2011. Црвена јабука је у дуету са Жељком Бебеком, на „Народном радију” представила други сингл, песму Нарциса Вучине „Клетва”. Заједно са тамбурашким саставом Lyra, Жера је са истом песмом наступао на фестивалу „Пожега” 2006. године.
Дана 5. априла 2011. године албум се нашао у продаји. Поред раније промовисаних синглова, издвајају се и песме „До срца”, „Мјесече”, „Говоре ми све” и „И кад шутимо имамо о чему”. Као и на претходном албуму „Волим те”, гостују Енис Бешлагић и Антимон, али у оквиру дружине „Ј. О. К. С.” коју још сачињавају Бијеле удовице, Симоника и клапа Св. Никола, у песми „Gigi@Migi”, која је по речима Дражена Жерића „понтипајтоновска пародија на друштво у којем живимо”.
Албум карактеришу обраде, „Ни сан, ни круну, ни мач” групе Котрљајуће камење, песме група „Немогуће вруће” и „Ритам срца” - „Љубав малог Werthera” и „Мјесец се накривио (Помислиш ли, мајко)”. У песми групе Elvis J. Kurtovich & his Meteors „Љубав је јака”, гостује након 15 година, фронтмен Плавог оркестра, Саша Лошић.
Веома је запажена и песма „Маре”, обрада групе Rolly, црногорског певача Божа Булатовића је наставак сарадње, јер су фебруара 2010. године Жера & Божо снимили дует „Понекад вјетар дође“.
Марта 2011. године, Дражен Жерић је снимио дует са словеначким певачем Руско Richie „Признат ћу јој све”. Веома мелодична љубавна песма наговештава да постане радијски хит.
Као и ранијих година, након објављивања албума, група је на турнеји. Одржали су традиционални пролећни концерт 16. априла у Београду, а 21. априла су гостовали у Суботици, након 22 године.

## Видео спотови
Средином децембра 2010. године промовисали су први видео-спот за песму „Украст ћу ти снове”, у којем се појављује хрватска глумица и певачица Антонија Шола, која је уједно и аутор текста.
Кадрови са Жером и Бебеком за видео-спот песме „Клетва” снимљени су у Осијеку и у околини Осјечко-барањске жупаније, а премијерно је приказан у вестима телевизије „CMC” 21. априла 2011. године.

## Списак песама
1. Клетва (дует Жељко Бебек)
2. Ни сан, ни круну, ни мач
3. До неба
4. Маре
5. Љубав малог Werthera
6. Љубав је јака (дует Саша Лошић)
7. Живота мога тајна
8. Звијезда Даница
9. Gigi@Migi (гости Ј. О. К. С.)
10. Украст ћу ти снове
11. Узми све
12. Мјесече
13. Говоре ми сви
14. Тебе имам сам да остарим
15. Мјесец се накривио (Помислиш ли, мајко)
16. И кад шутимо имамо о чему

Аранжмани: Бранимир Михаљевић

## Топ листе
| Листа | Највиша позиција |
| ----- | ---------------- |
| ХДУ   | 1                |